# Кель, Зигрид
Зигрид Кель (нем. Sigrid Kehl; 23 ноября 1932, Берлин — 17 декабря 2024, Лейпциг) — немецкая оперная певица, певица (меццо-сопрано).
Училась в Эрфуртской консерватории (1949—1951), затем в Германской Высшей школе музыки в Восточном Берлине (1951—1956). В 1957—1990 годах солистка Лейпцигской оперы. Пела разноплановые партии, от Зенобии в «Радамисте» Генделя до Элен Безуховой в «Войне и мире» Прокофьева, однако основу её репертуара составляли оперы Верди, Вагнера и Рихарда Штрауса. Лауреат Премии Роберта Шумана (1976).
Умер 17 декабря 2024 года в Лейпциге в возрасте 92 лет.